# Franciszek Gojski
Franciszek Gojski (Gozdzki) herbu Doliwa – kasztelan czernihowski w latach 1716-1736, kasztelan sochaczewski w 1715 roku.
Był członkiem konfederacji generalnej zawiązanej 27 kwietnia 1733 roku na sejmie konwokacyjnym.